# Jemma Redgrave

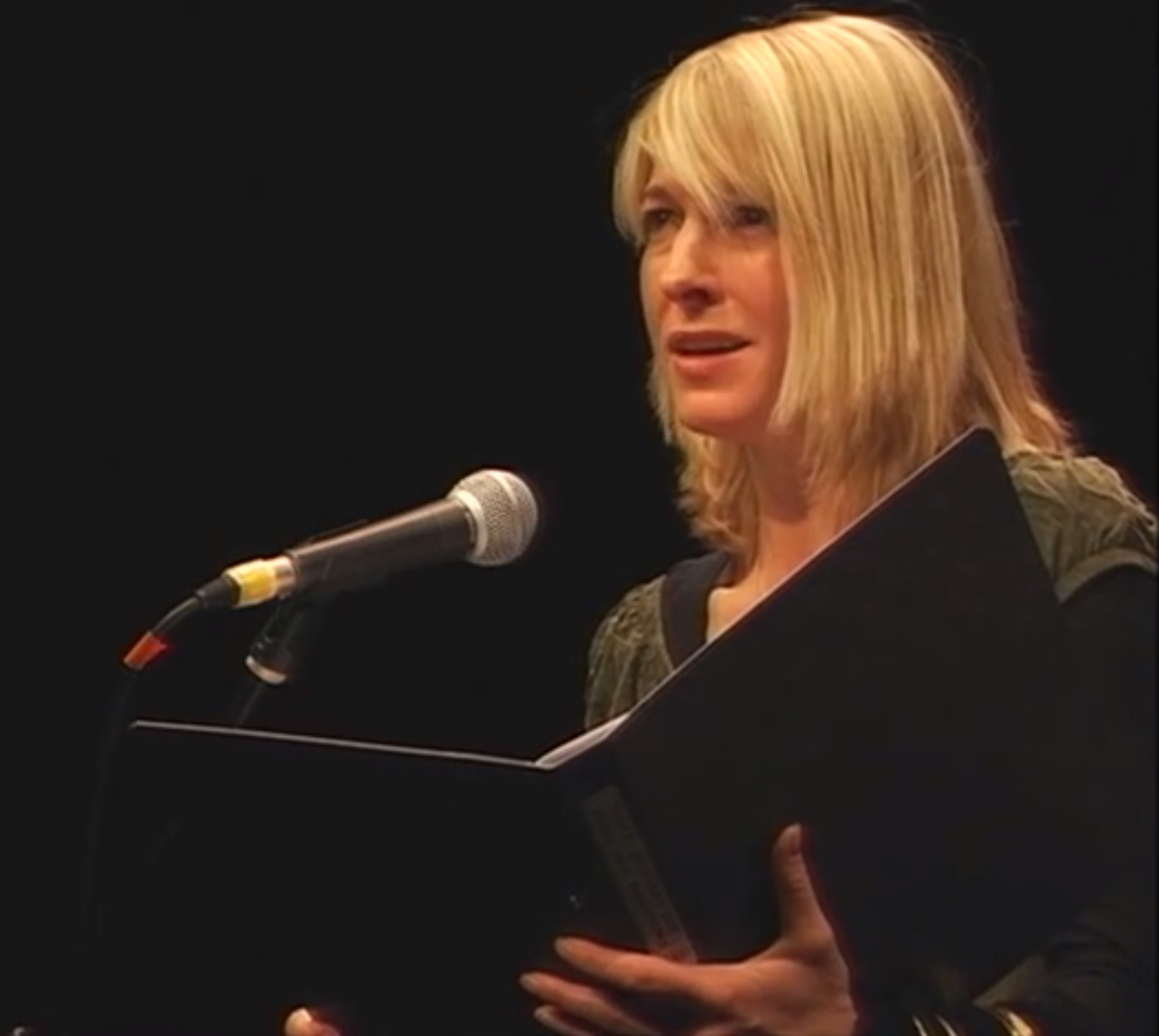
Jemma Redgrave (2007)

Jemma Rebecca Redgrave (* 14. Januar 1965 in London, England) ist eine britische Schauspielerin.

## Leben
Jemma Redgrave stammt aus einer bekannten Schauspielfamilie. Ihr Vater ist der Schauspieler Corin Redgrave. Ihre Tanten Lynn Redgrave und Vanessa Redgrave sowie ihre Cousinen Natasha Richardson und Joely Richardson sind ebenfalls als Schauspieler bekannt. Ihre Großeltern sind Michael Redgrave und Rachel Kempson.
Im Alter von 18 Jahren wurde Redgrave auf der London Academy of Music and Dramatic Art angenommen. Nach Abschluss ihrer Schauspielausbildung ging Redgrave zunächst ans Theater. Ihre erste Rolle spielte sie im Theaterstück Lady Windemere's Fan in Belfast, Nordirland. Es folgten Auftritte am Londoner West End. Unter anderem spielte Redgrave Emily in Our Town und war, neben ihren Tanten Vanessa und Lynn, im Theaterstück The Three Sisters zu sehen. Es folgten weitere Theaterauftritte und kleinere Film- und Fernsehauftritte.
Von 1995 bis 1998 spielte sie die Hauptrolle der Dr. Eleanor Bramwell in der Fernsehserie Bramwell. Hierdurch erlangte sie eine größere Bekanntheit.
2010 war Redgrave im Theaterstück The Great Game: Afghanistan zu sehen.
Von 2012 bis 2015 sowie in den Jahren 2021 und 2022 spielte Redgrave die Rolle der Kate Stewart in der Science-Fiction-Serie Doctor Who. Sie übernahm die Rolle von Beverley Cressman, die Kate Stewart bereits in den Filmen Downtime und Dæmos Rising spielte. Redgrave spricht Kate Stewart erneut in der Big Finish Hörbuchreihe UNIT: Extinction, die sich um Kate und ihr Leben bei der Geheimorganisation UNIT dreht.
2013 bekam Redgrave die Hauptrolle der Dr Evans in der britischen Fernsehserie Frankie. 2015 wurde bekannt gegeben, dass Redgrave eine Chirurgin in der britischen Seifenoper Holby City spielen wird.

## Filmografie (Auswahl)
- 1988: Die unglaublichen Geschichten von Roald Dahl (Fernsehserie, 1 Folge)
- 1988: Dream Demon – Traumdämon (Dream Demon)
- 1990: The Real Charlotte (Fernsehserie, 3 Folgen)
- 1991: All Good Things (Fernsehserie, 5 Folgen)
- 1992: Wiedersehen in Howards End (Howards End)
- 1994: Der blutige Weg zur Macht (La chance)
- 1995–1998: Bramwell (Fernsehserie, 27 Folgen)
- 1998: Mosley (Fernsehserie, 4 Folgen)
- 1998: The Acid House
- 2000: Fish (Fernsehserie, 6 Folgen)
- 2001–2002: Judge John Deed (Fernsehserie, 3 Folgen)
- 2002: Moonlight
- 2003: I’ll Be There
- 2004: Inspector Lynley (The Inspector Lynley Mysteries, Fernsehserie, 1 Folge)
- 2005: Tom Brown’s Schooldays (Fernsehfilm)
- 2005: Lassie kehrt zurück (Lassie)
- 2007–2008: Cold Blood (Fernsehserie, 3 Folgen)
- 2008: Agatha Christie’s Marple (Fernsehserie, Folge Murder Is Easy)
- 2009: Unforgiven (Fernsehserie, 3 Folgen)
- 2012–2015, seit 2021: Doctor Who (Fernsehserie, 10 Folgen)
- 2013: Frankie (Fernsehserie, 6 Folgen)
- 2013–2014: Dracula (Fernsehserie, 3 Folgen)
- 2016: Love & Friendship
- 2016: The Afghan
- 2016–2018: Holby City (Fernsehserie, 63 Folgen)
- 2017: Sea Sorrow (Dokumentarfilm)
- 2018: Inspector Barnaby (Midsomer Murders; Fernsehserie, Folge Drawing Dead)
- seit 2019: Grantchester (Fernsehserie, 5+ Folgen)
- 2020: Silent Witness (Fernsehserie, Staffel 23, Folge 8 u. 9)
- 2024: The Beekeeper